# レーザーガイド星

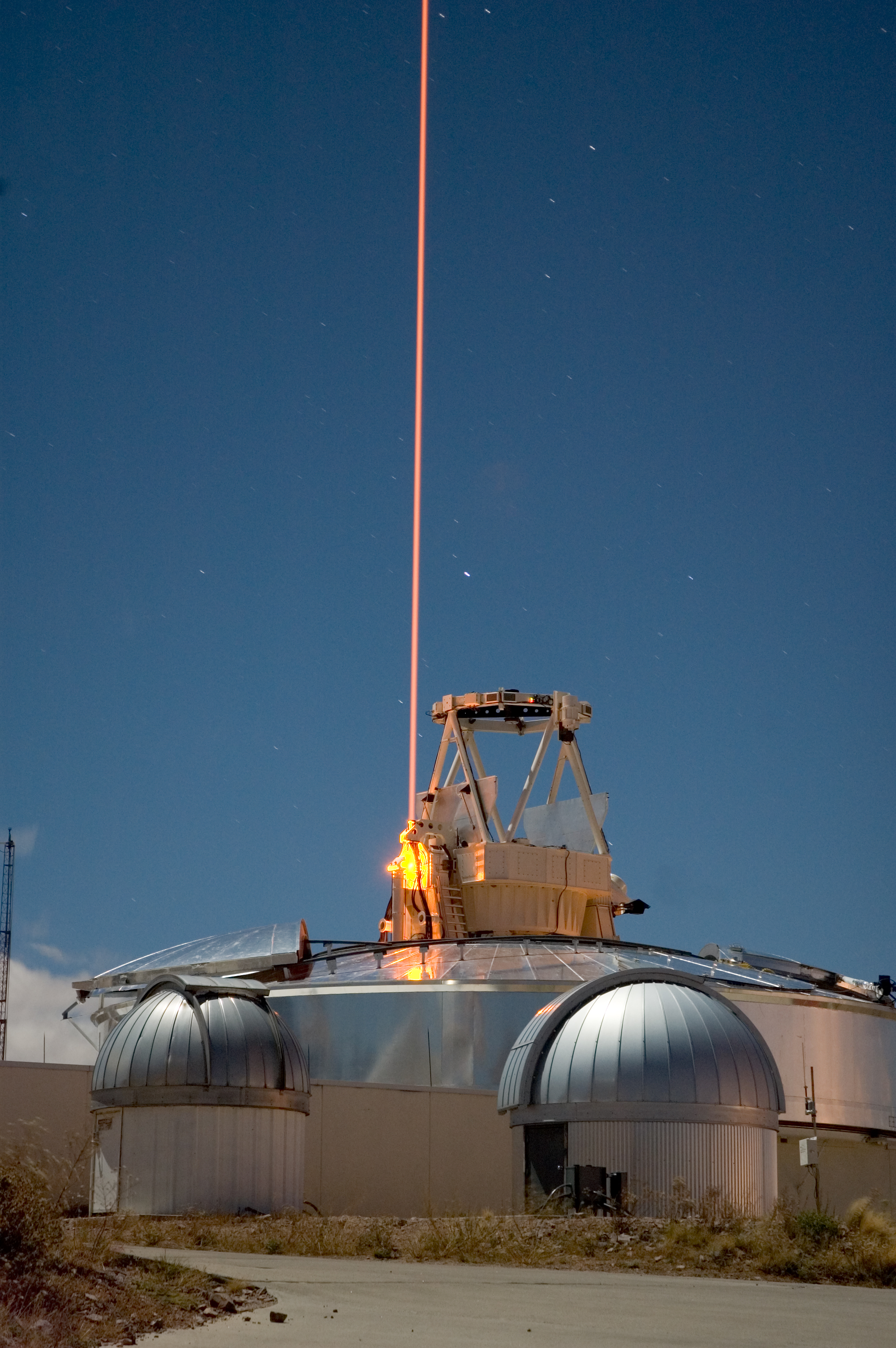
レーザーガイド星作成用オレンジ色レーザー

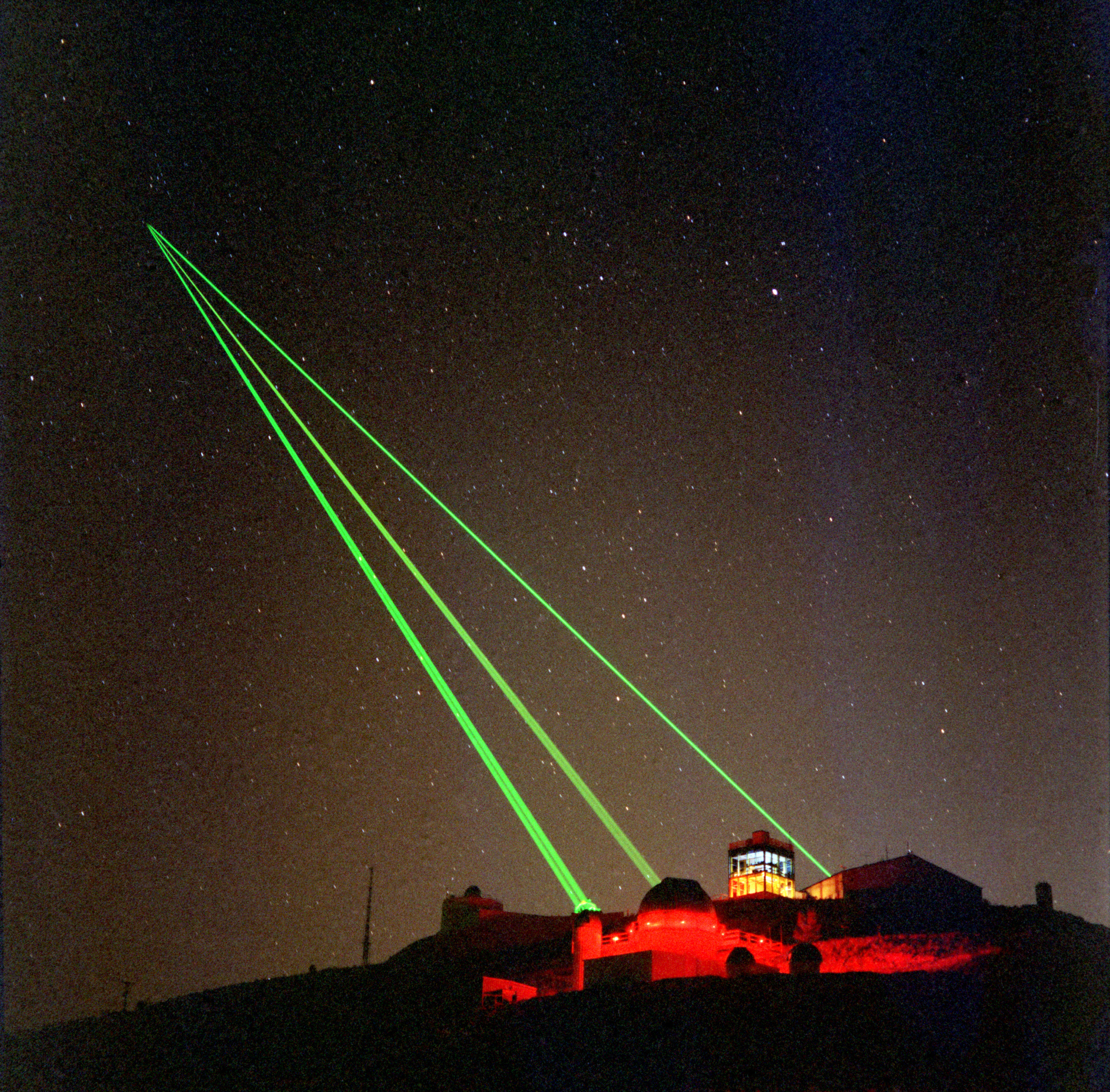
緑色レーザーの交点を利用したレーザーガイド（米空軍スターファイア光学実験所）

レーザーガイド星（レーザーガイドせい、英: laser guide star）とは、レーザーを用いて大気中に作られたガイド星のことである。

## 概要
地上にある天体望遠鏡を用いて天体を観測する場合、地球の大気の揺らぎによって星像がぼやける現象（シンチレーション）が発生し、空間分解能が制限されてしまう。この分解能を上げるには、揺らぎによる影響を何らかの方法で補償するシステムが必要となる。その手法のひとつに観測対象となる天体の近くに明るい星がある場合はそれを基準（ガイド星）として大気の揺らぎを計測し、リアルタイムに補償光学システムにフィードバックすることによって空間分解能を向上できる、というものがある。
しかし、それに十分なほど近くに、明るい星が無いことのほうが多い。そこで、レーザーを用いて人工的にガイド星の代用にできる光点を生成する。この光点のことをレーザーガイド星と呼ぶ。
レーザーガイド星は、高度90～100kmに存在するナトリウム層を利用して作成される。ナトリウム層に対して波長 589 nm の全固体レーザーを照射すると、レーザーによってナトリウムが励起され、発光する現象を利用する。理化学研究所が開発した出力 4 W のレーザーを用いた場合、ナトリウム層は約12等星相当の光を放つ。

## すばる望遠鏡のガイド星生成用レーザーの仕組み
すばる望遠鏡で用いられているレーザーガイド星を作成するためのレーザーは国立天文台が理化学研究所の協力を得て開発した。
すばる望遠鏡のガイド星生成用レーザーは波長 589 nm の Nd:YAG 和周波レーザーである。これは 2 つのNd:YAGレーザーからなり、一方は波長 1319 nm のレーザー光を、他方は波長 1064 nm のレーザー光を発振する。これら 2 種類のレーザー光を、同一進路で同時に非線形光学結晶に入射させると、2 つのレーザー光の周波数の和の周波数を持つ、波長 589 nm のレーザー光が得られる仕組みになっている。
光速 = 周波数 × 波長 の関係があるので、
波長 1319 nm の光の周波数 ≒ 227.287 THz …… (1)
波長 1064 nm の光の周波数 ≒ 281.759 THz …… (2)
(1) と (2) との和の周波数 ≒ 509.046 THz
509.046 THz の光の波長 ≒ 589 nm
となり、波長 589 nm のレーザー光が得られる。